# Jolanta Grusznic
Jolanta Grusznic (ur. 31 marca 1955 w Warszawie) – polska aktorka teatralna, filmowa i dubbingowa.
W 1978 roku ukończyła studia na PWST w Warszawie. Jej debiut teatralny odbył się 4 lipca 1978 roku. Aktorka w latach 1978–1985 występowała w Teatrze Nowej Warszawy, w latach 1985–1990 w Teatrze Narodowym w Warszawie. Jest aktorką warszawskiego Teatru Nowego.

## Filmografia
- 2009: Enen – siostra przełożona
- 2009: Historia Kowalskich jako Bronisława Kowalska
- 2003–2009: Na Wspólnej jako Zdzisława Filar, klientka Ewy
- 1998: Spona jako matka Ciamciary
- 1997–2009: Klan jako Brytowa, lekarz nefrolog zajmująca się chorym na nerki Jasiem Rafalskim
- 1988: Trzy kroki od miłości jako Agata
- 1986: Cudzoziemka
- 1986: Republika nadziei jako Kornelia Biniewska
- 1986: Złoty pociąg
- 1985: Chrześniak – matka Purowskiego
- 1985: Okruchy wojny jako Kasia
- 1980: Punkt widzenia – Jola Sieradzka, żona Kazika
- 1980: Urodziny młodego warszawiaka jako Teresa
- 1977: Palace Hotel

## Gościnnie
- Prawo Agaty (2013) – matka Szewczyka (odc. 49)
- Lekarze (2012) – matka Ireny Konopki (odc. 10)
- Plebania (2005–2007)
- Pensjonat pod Różą (2005)
- Kryminalni (2004) – matka Mirka (odc. 1)
- M jak miłość (2002)
- Na dobre i na złe (2000)
- 13 posterunek (1998)
- Bank nie z tej ziemi (1993) – matka Wojtka Szańskiego
- Ballada o Januszku (1987) – Jadzia, koleżanka Gieni
- Dom (1980)
- 07 Zgłoś się (1978)

## Polski dubbing
- 2003: Looney Tunes znowu w akcji
- 2000: Hamtaro – wielkie przygody małych chomików
- 1998−1999: Zły pies
- 1998: Pippi
- 1996: Walter Melon
- 1996: Dzwonnik z Notre Dame – Matka Quasimodo
- 1994–1996: Fantastyczna Czwórka – Księżniczka Anelle (odc. 23)
- 1993–1997: Wesoły świat Richarda Scarry’ego
- 1992: Piotruś w krainie czarów, czyli podróż fantastyczna – Czarodziejka Nocy
- 1991: Hook
- 1976: Pinokio – Wróżka
- 1960–1966: Flintstonowie